# بيني لانغ
بيني لانغ هي كاتبة غنائية كندية، ولدت في 15 يوليو 1942 في مونتريال في كندا، وتوفيت في 31 يوليو 2016 في Madeira Park ‏ في كندا.

## روابط خارجية
- بيني لانغ على موقع IMDb (الإنجليزية)
- بيني لانغ على موقع ميوزك برينز (الإنجليزية)
- بيني لانغ على موقع ديسكوغز (الإنجليزية)